# Palazzo Cattaneo Adorno
Il palazzo Cattaneo Adorno, anche detto palazzo Lazzaro e Giacomo Spinola, è un edificio storico italiano, sito in via Garibaldi 8 e 10, nel centro storico di Genova. È uno dei Palazzi dei Rolli che furono designati, al tempo della Repubblica di Genova, a ospitare gli ospiti di alto rango durante le visite di stato per conto del governo genovese.
L'edificio è fra i 42 palazzi dei rolli selezionati e dichiarati Patrimonio dell'umanità dall'UNESCO il 13 luglio 2006.
Dal 1996 è sottoposto a vincolo di tutela da parte della soprintendenza.
Ospita al suo interno un notevole ciclo di affreschi barocco di Lazzaro Tavarone.

## Storia

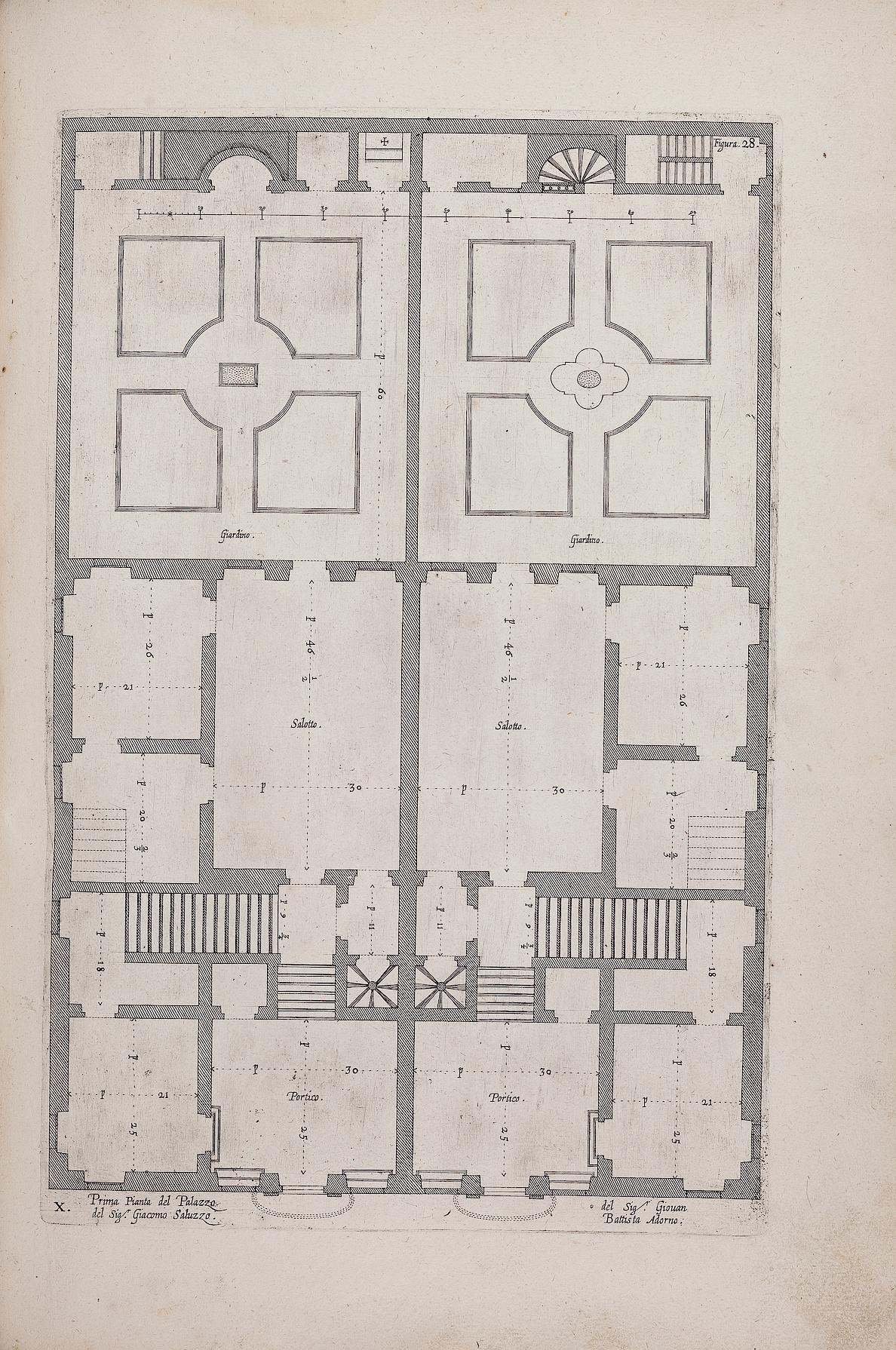
Rubens, Palazzi di Genova, pianta delle due dimore simmetriche

I cugini Lazzaro e Giacomo Spinola (di Luccoli) fecero costruire il palazzo tra 1583 e 1588. L'attribuzione di due distinti numeri civici è dovuta al fatto che il palazzo, benché costituito da un unico corpo di fabbrica, è formato da due distinte e simmetriche dimore, caratteristica che lo rende un unicum fra i palazzi di Strada Nuova. L'assoluta simmetricità concepita dall'ignoto architetto che ne curò la costruzione caratterizza sia le facciate, che la pianta e i giardini, come si evince dai rilievi fatti da Rubens per l'edizione del 1622 dei Palazzi di Genova. La particolarità della doppia costruzione è ancor oggi evidenziata dalla presenza dei due identici portali affacciati sulla via.
Nel 1609 la parte occidentale (civico 10) fu ceduta a Filippo Adorno. La famiglia Adorno, i cui discendenti ne mantennero la proprietà fino al XX secolo, ne commissionarono la decorazione interna. Fu in particolare Giovanni Battista Adorno (1566-1638), fratello dell’acquirente, a far eseguire a Lazzaro Tavarone il celebre ciclo di affreschi negli anni venti del Seicento, aventi a soggetto le gesta della famiglia Adorno. Dal suo matrimonio con Paola Spinola nacque Paolina Adorno (1610-1648), sposa di Anton Giulio Brignole Sale, immortalata nel celebre ritratto di Van Dyck oggi a Palazzo Rosso.
La dimora orientale (civico 8) conobbe invece un maggior numero di avvicendamenti proprietari. Appartenuta ai Saluzzo dal Seicento alla metà dell'Ottocento, passò poi agli Scassi, quindi ai Cattaneo. Successivamente alla fusione delle famiglie Cattaneo e Adorno, con il matrimonio di Luigi Cattaneo e Viola Adorno, il palazzo assunse la denominazione moderna.

## Descrizione
Meno sfarzosa la decorazione dell'ala orientale, che presenta affreschi cinquecenteschi di Giovanni Andrea Ansaldo (1584 – 1638) con Storie di Amore e Psiche.
All'interno dell'ala occidentale al numero 10 la decorazione affrescata, datata 1624 e opera di Lazzaro Tavarone, celebra sulla volta dell'atrio un'impresa bellica di Antoniotto Adorno, doge antenato dei proprietari. In un'altra sala del piano terra, è celebrata la  conquista di Gerusalemme, con Guglielmo Embriaco espugna Gerusalemme, la Consegna delle ceneri del Battista, il Dono del Sacro Catino, attorniati da Figure allegoriche. Nella sala del piano nobile, sempre di Lazzaro Tavarone, è l'affresco raffigurante le Gesta del doge Antoniotto Adorno per la liberazione di papa Urbano VI assediato da Carlo III re di Napoli a Nocera (1385). Altre sale presentano soggetti encomiastici (Raffaele Adorno conquista l’isola di Gerba nel 1388) biblici (Annuncio dell’angelo ad Agar e Ismaele, Storie di Daniele) e mitologici (Cupido bendato).
In altri salotti sotto le volte affrescate con soggetti mitologici, si conservano preziosi mobili e soprammobili e parte della ricca e nota quadreria comprendente notevoli dipinti tra il XVI e il XVII secolo.

## Galleria d'immagini

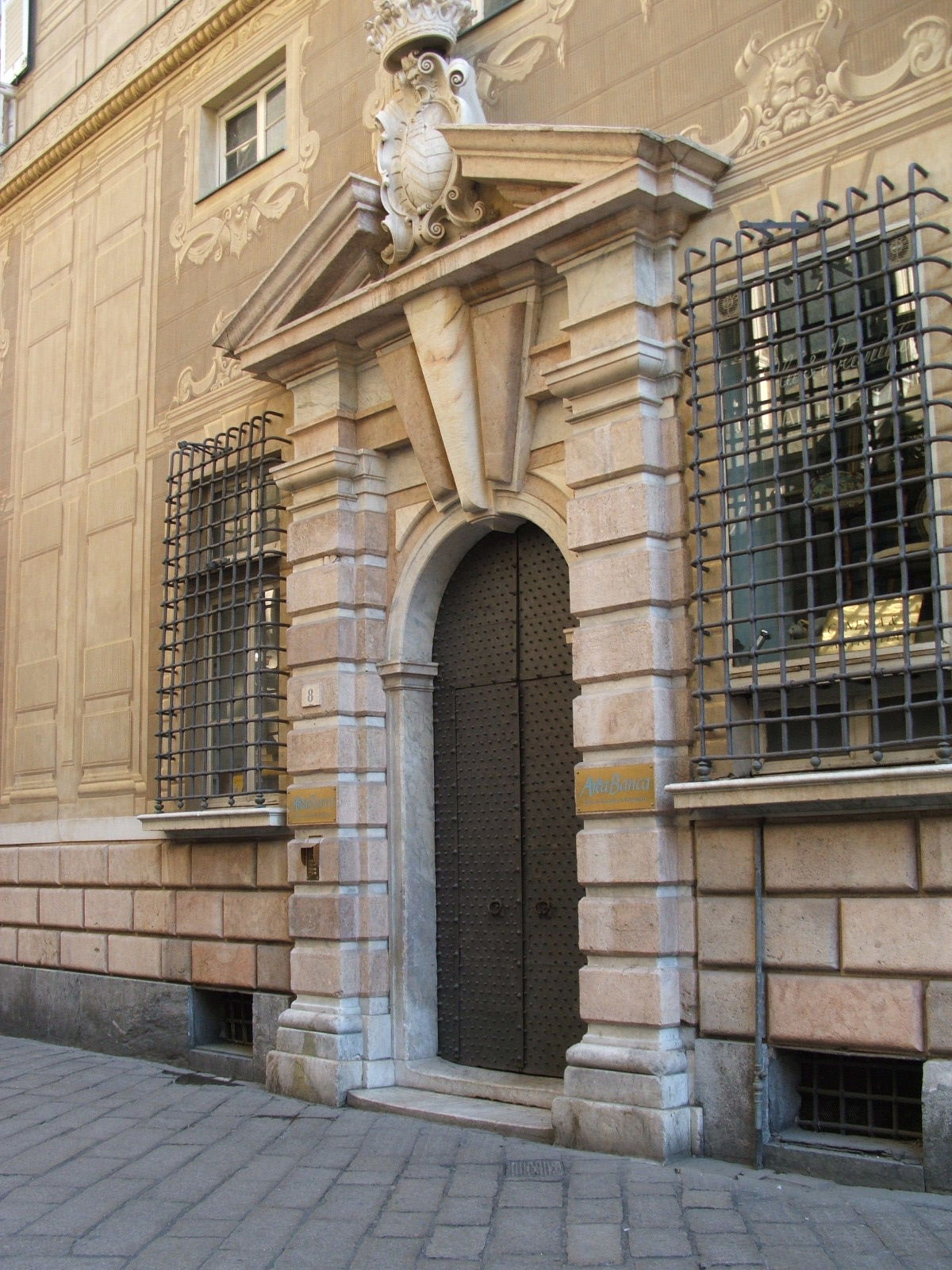
Particolare di uno dei due portali del palazzo
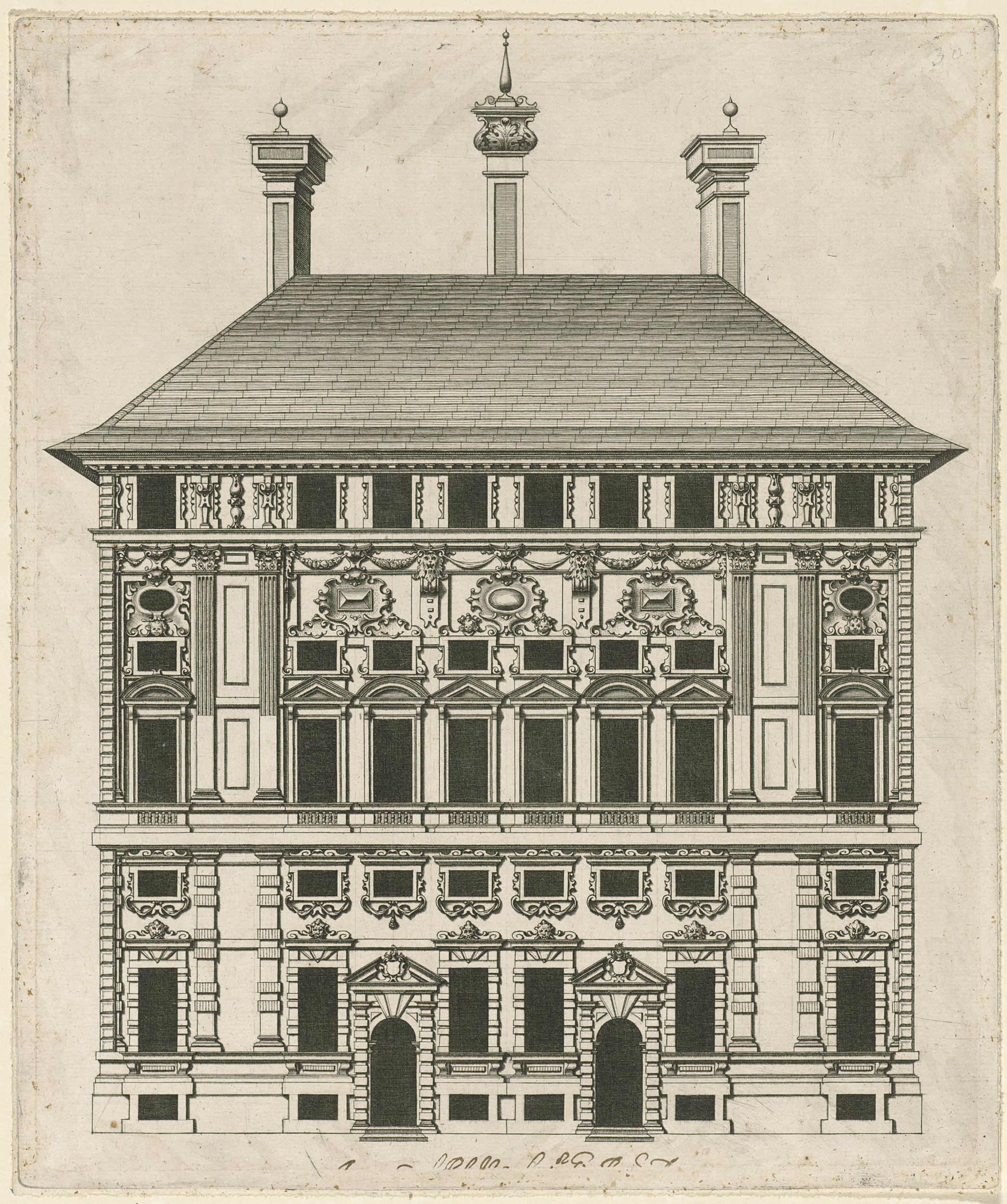
Rubens, Palazzi di Genova
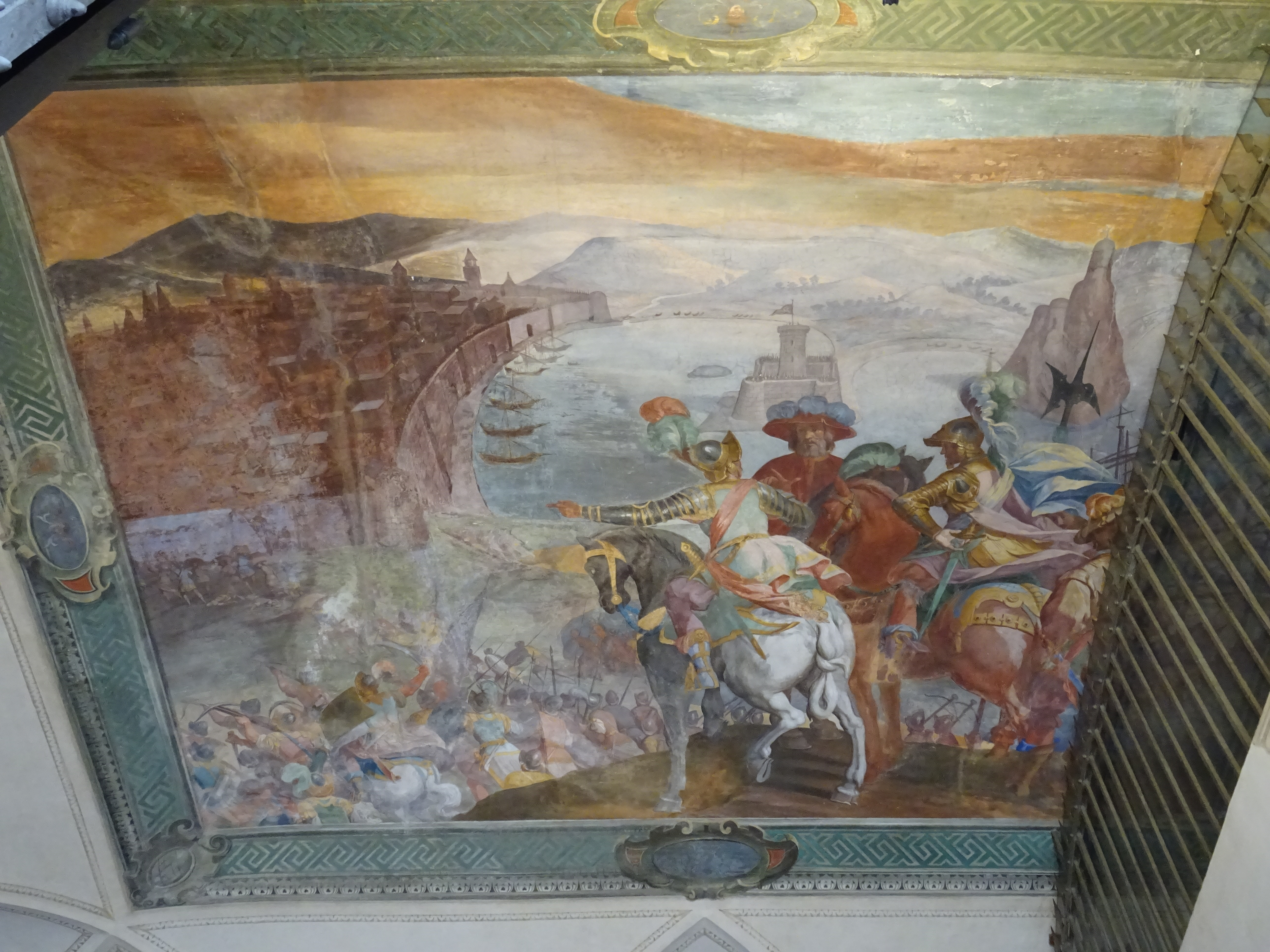
Raffaele Adorno assedia la città di Tunisi, Lazzaro Tavarone, 1624
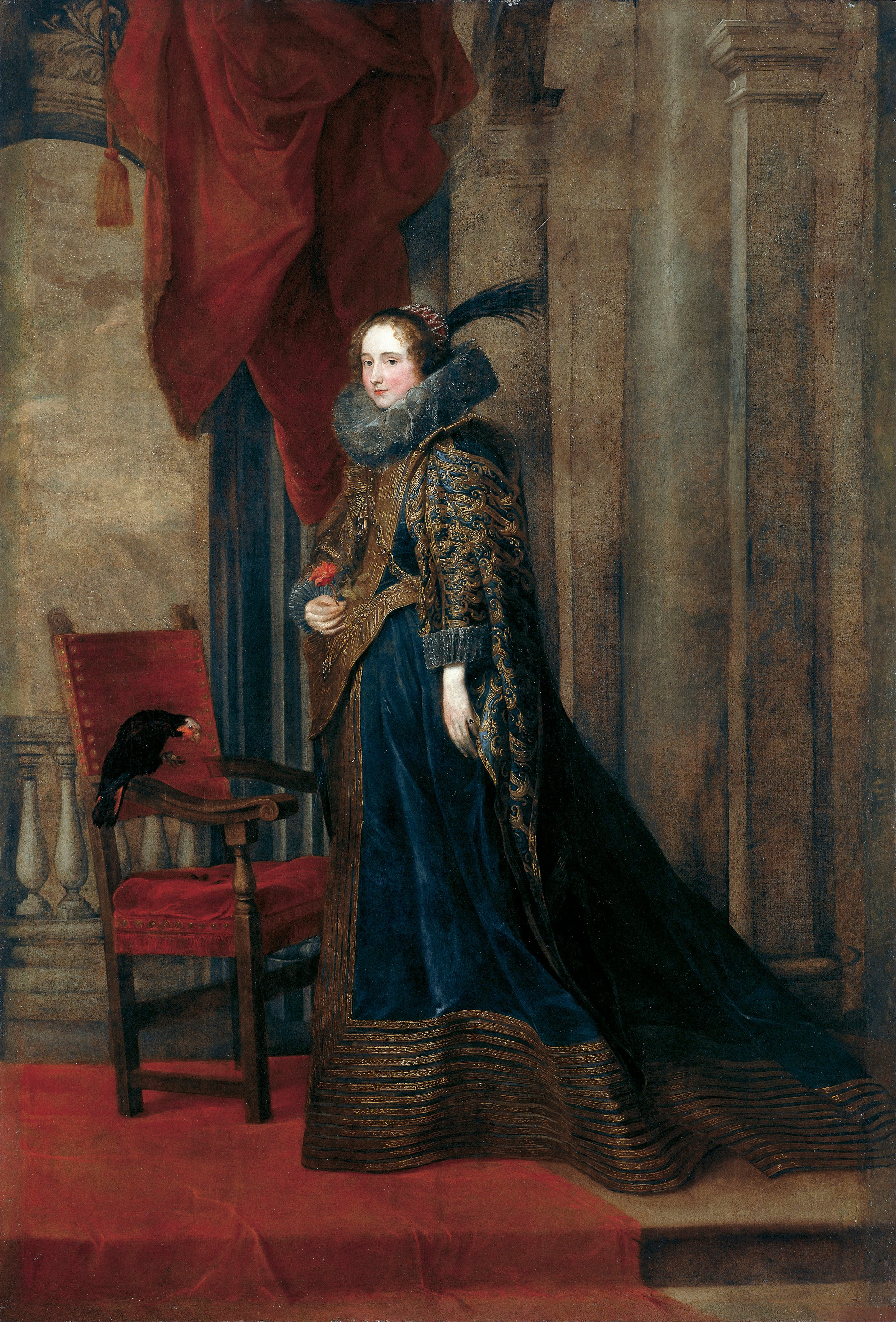
Anton Van Dyck, Ritratto di Paolina Adorno Brignole-Sale